# Tramway de Bourges

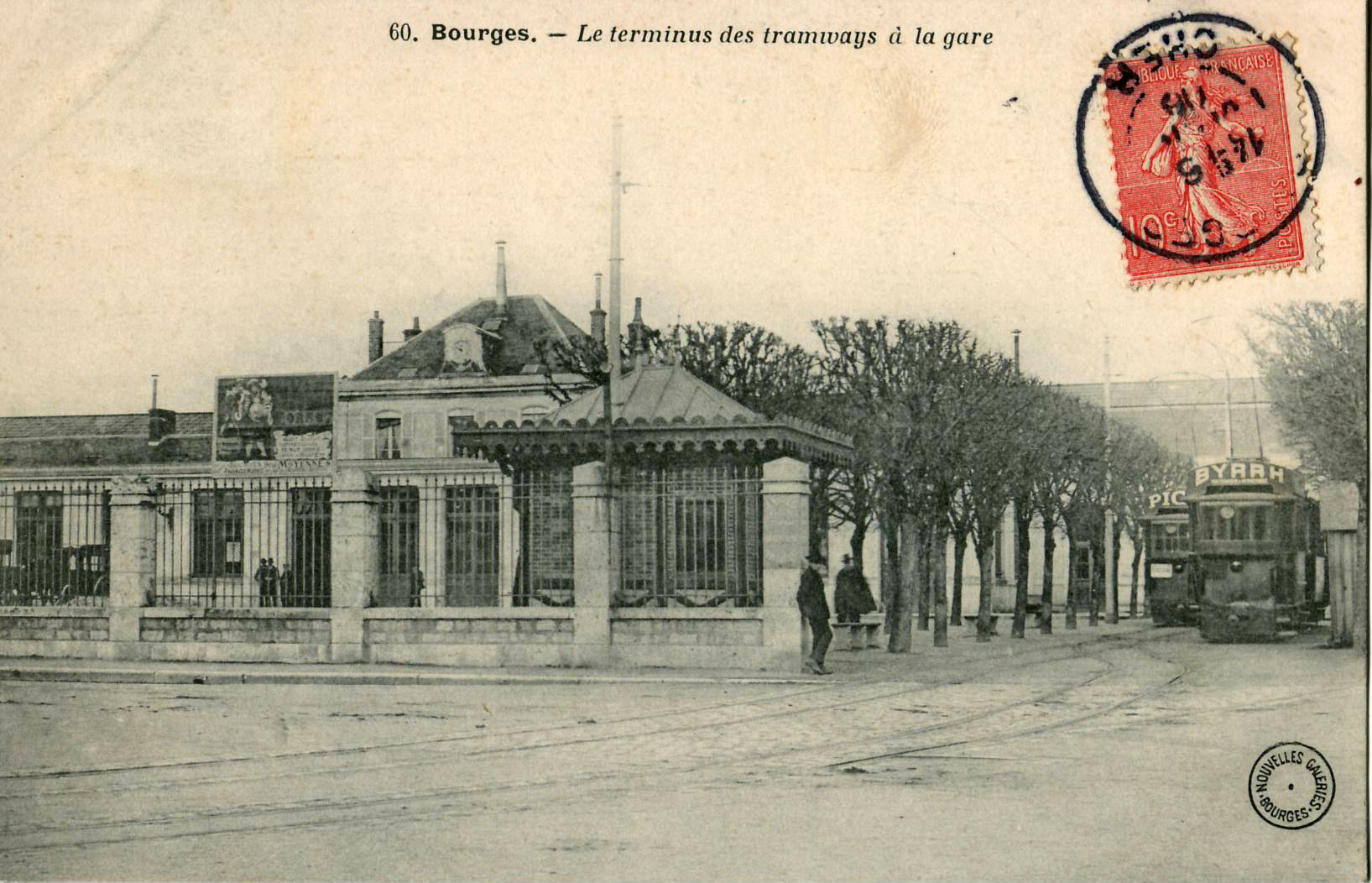
Tramways à leur terminus, sur le côté de la gare

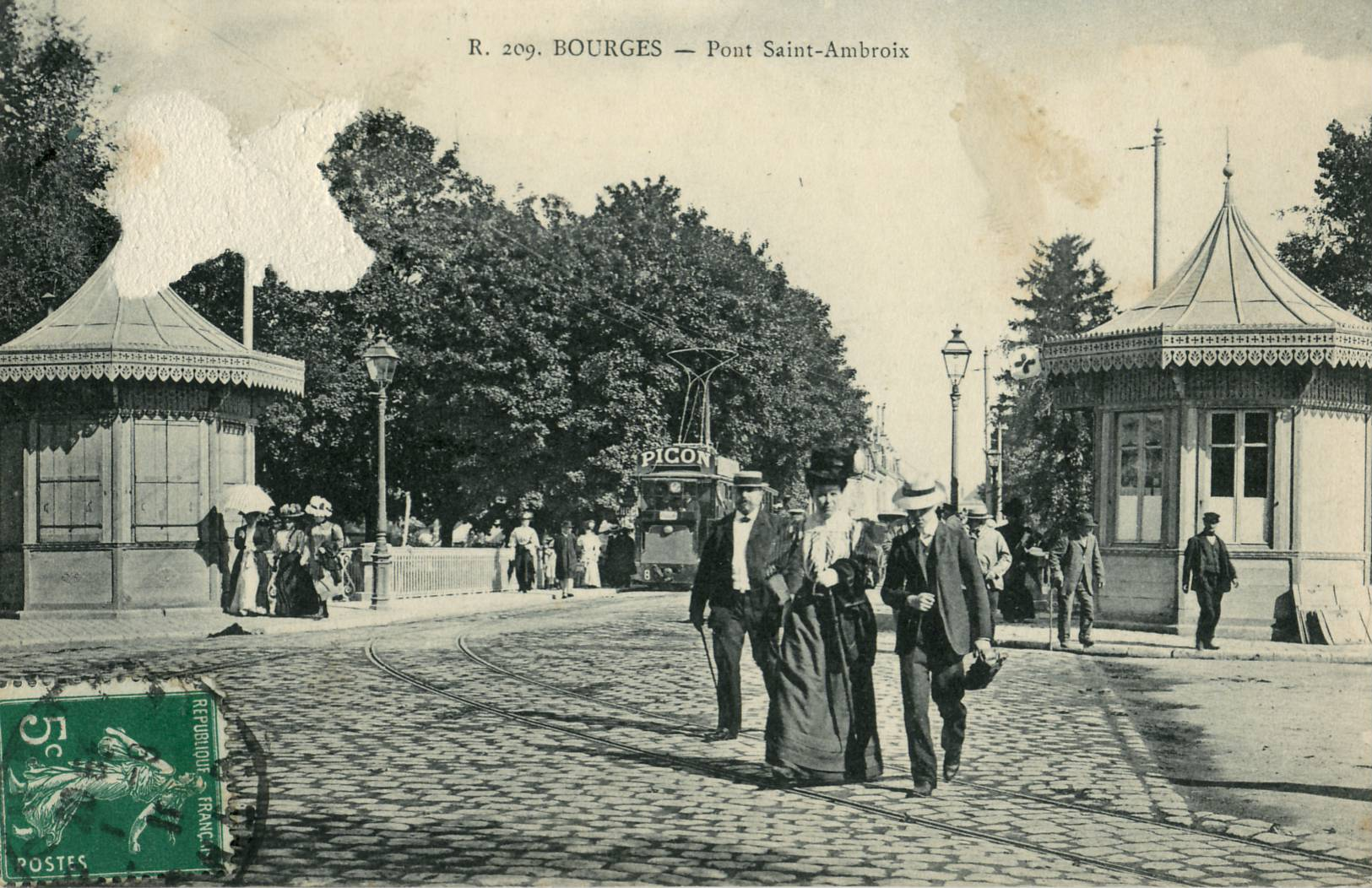
Tramway, pont Saint-Ambroix

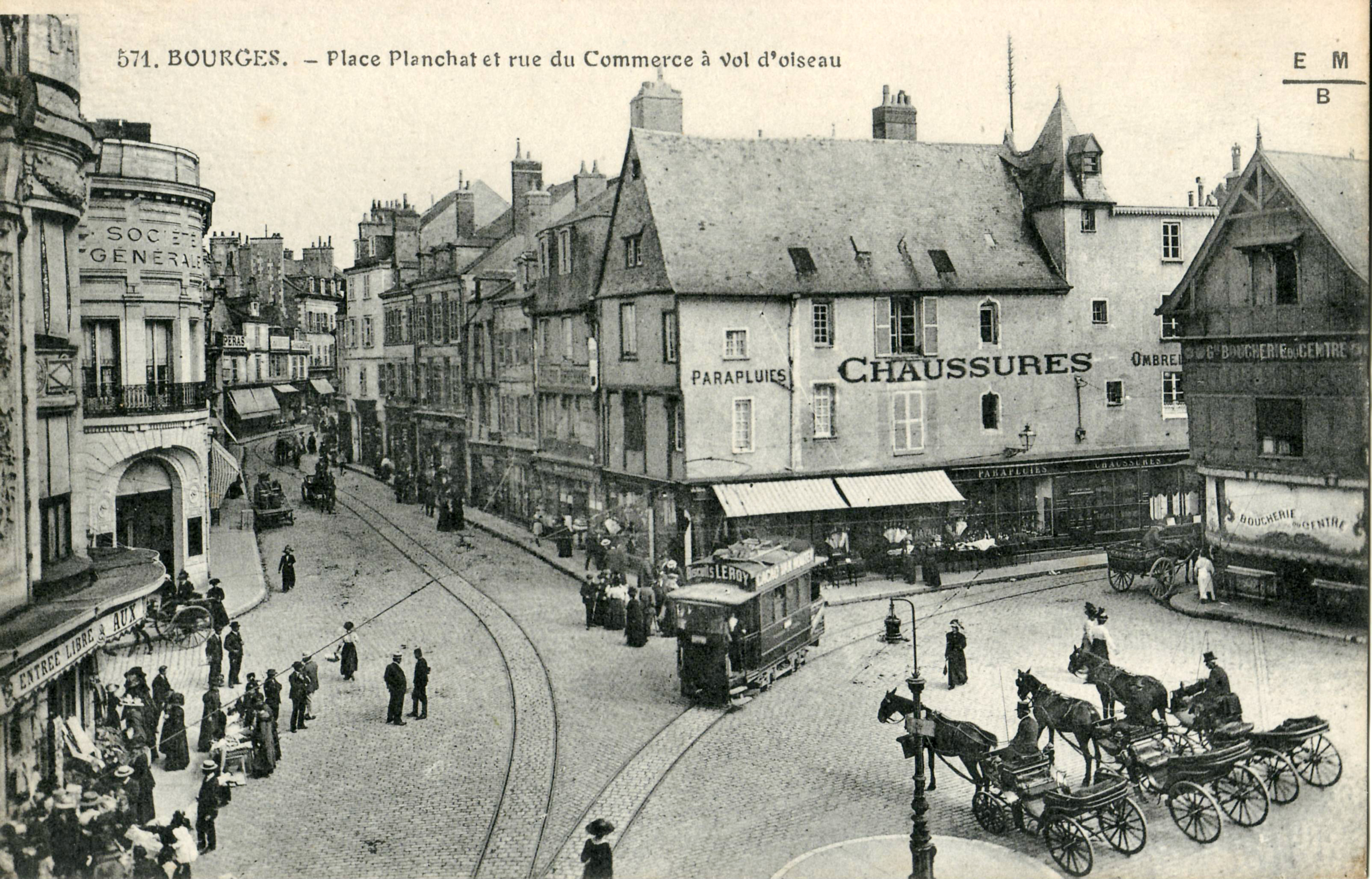
Bifurcation des lignes 1 et 3, place Planchat

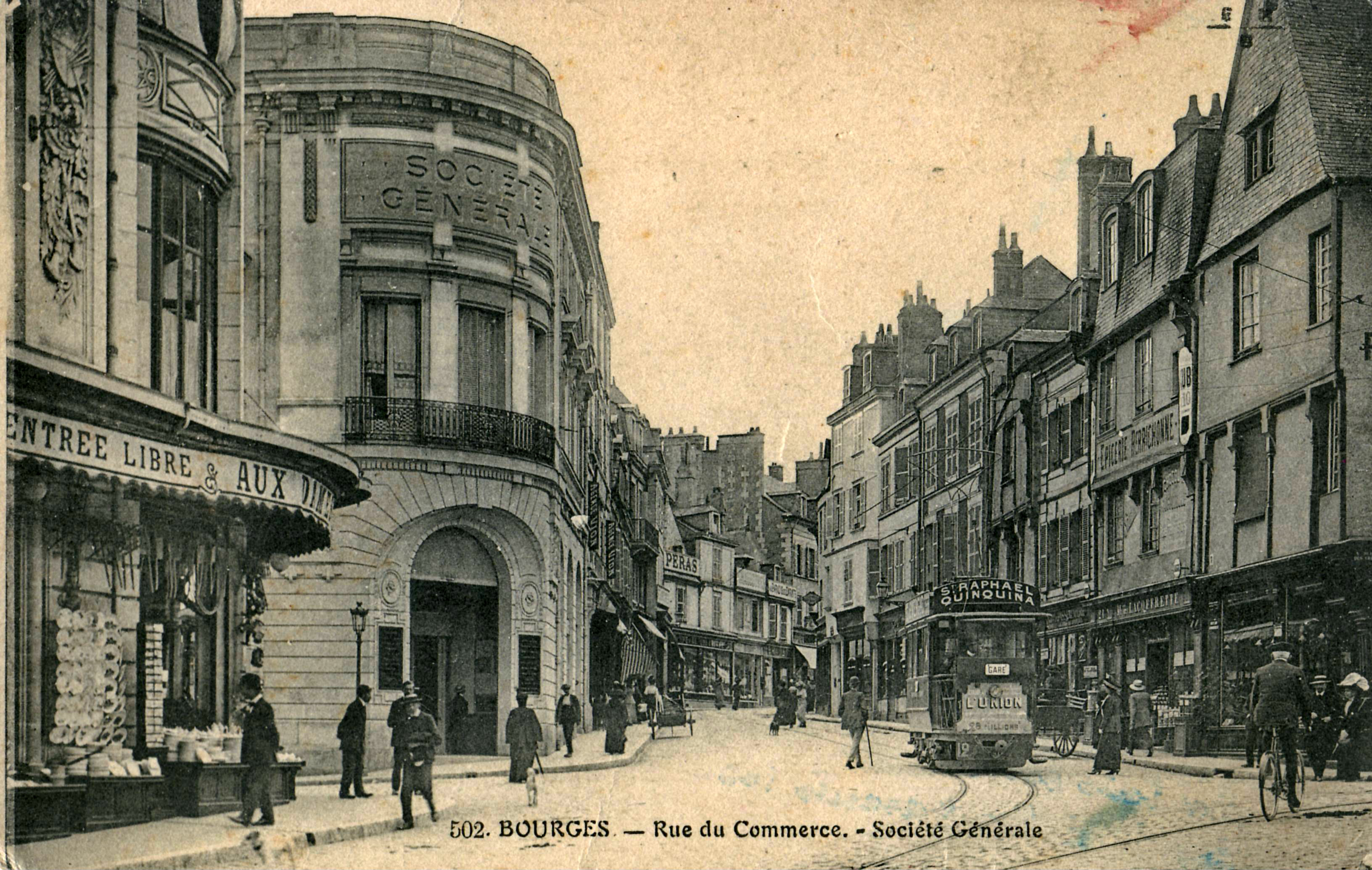
Rue du commerce, depuis la place Planchat

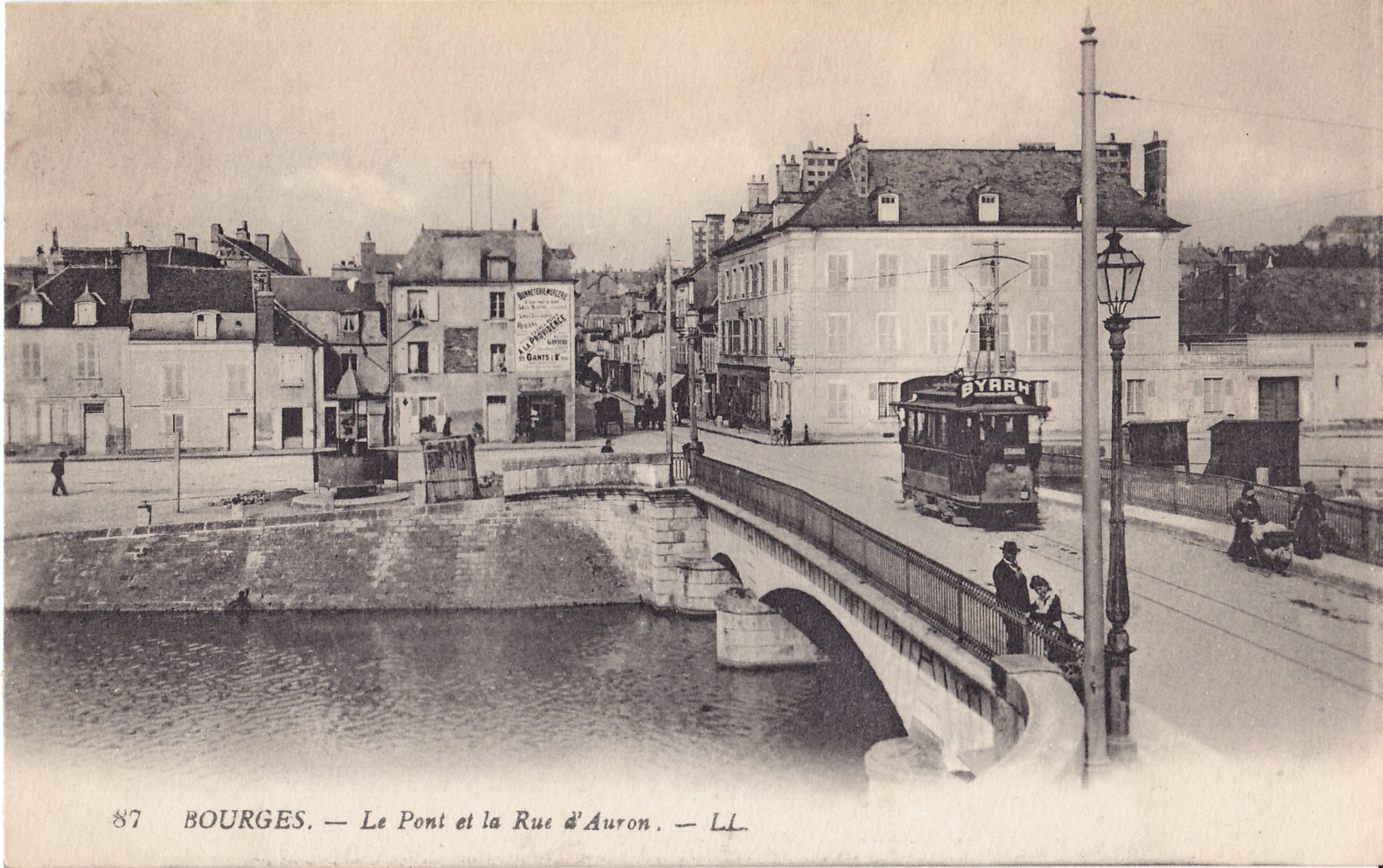
Motrice sur le Pont d'Auron

Le tramway de Bourges est un réseau de tramway urbain qui a desservi la ville de Bourges, dans le Cher, entre 1898 et 1949.
Il était exploité par une compagnie privée, la Compagnie des tramways de Bourges (CTB).
Par ailleurs existait à Bourges une ligne militaire de tramway, desservant l'école de Pyrotechnie.

## Réseau urbain

### Histoire
La Compagnie des tramways de Bourges (CTB), affiliée à l'Omnium lyonnais de chemins de fer et tramways, est créée pour une période de 75 ans, le 4 novembre 1896, en vue de construire et d'exploiter un réseau de tramway dans la ville de Bourges. Son siège social initial est à Paris, 7 rue Beudant et sera transféré en 1928, 8 rue de la Bourse à Lyon. À cette époque, la direction générale est située 20 rue d'Athènes à Paris.
Elle se voit attribuer le 3 mars 1898, par la ville de Bourges, la concession d'un réseau de tramway pour une durée de 50 ans, devant expirer le 4 novembre 1948.
Elle développe un réseau de trois lignes:
- Gare - Pyrotechnie, (3,6 km)
- Gare - Route de Saint-Amand, (2,4 km)
- Gare - Rue Catherinot (Arsenal), (2,6 km)

La première ligne est mise en service le 25 mai 1898, entre la Gare et la route de Saint Amand. Les autres lignes le sont dans le cours de l'année.
En 1910, les rivières irriguant Bourges sont en crue, et les inondations submergent l'avenue de la Gare. Afin de permettre la poursuite de l'exploitation, la CTB fait circuler des remorques de tramway attelées à deux chevaux sur la partie inondée, ce qui permet de maintenir la liaison entre la gare et le reste du réseau.
À la fin du trafic généré par l'économie de guerre et avec les évolutions de l'après-guerre (inflation, luttes revendicatives des salariés, développement du trafic automobile...), la CTB se retrouve en difficulté, et la ville, autorité concédante, décide, à compter du 30 septembre 1921, de verser une avance mensuelle de 3000 FRF, indexée sur les variations du coût du charbon. 
Elle cesse également d'exploiter son usine électrique, et rachète, à prix coûtant, le courant électrique produit par l'école centrale de pyrotechnie.
La ligne de l'Arsenal cesse également d'être exploitée en 1922, ce qui ne suffit pas à rétablir les comptes de l'exploitant. Par exemple, les recettes d'exploitation de l'exercice 1925 s'élèvent à 642 883,39 FRF, alors que les dépenses d'exploitation et d'administration s'élèvent à 651 775,26 FRF...
Le réseau, alors réduit à deux lignes, disparaîtra en deux temps :
- le 1er octobre 1948, pour la ligne de Pyrotechnie ;
- le 21 août 1949, pour la ligne de la route de Saint Amand.

### Infrastructure
Les lignes étaient à voie métrique et électrifiées sous courant continu à 600 volts. Hormis le tronc commun aux trois lignes, équipé d'une double voie, le réseau était entièrement à voie unique et les trams se croisaient aux évitements, distants en général de 600 mètres.

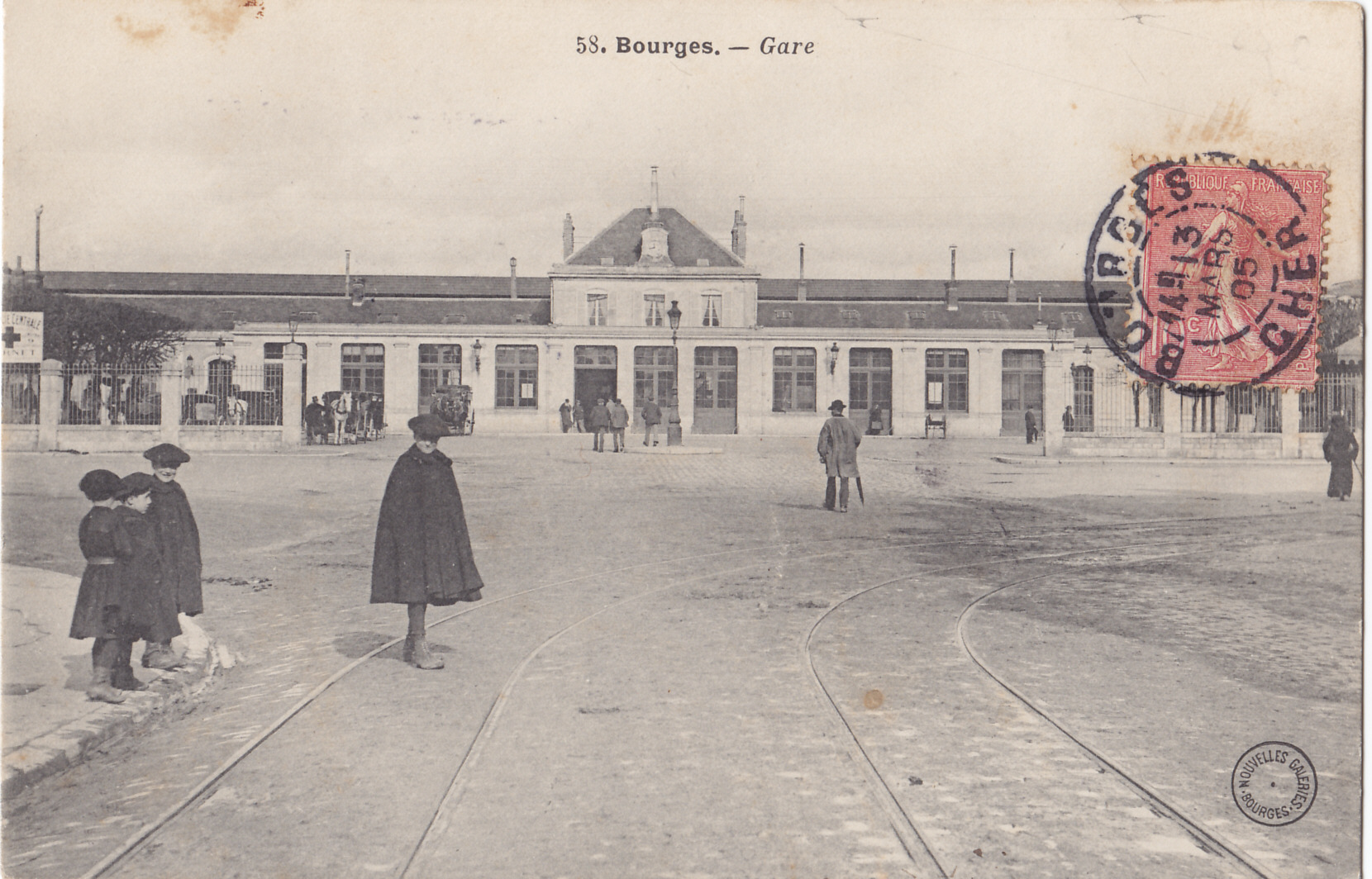
On distingue clairement la double voie implantée devant la gare de Bourges.
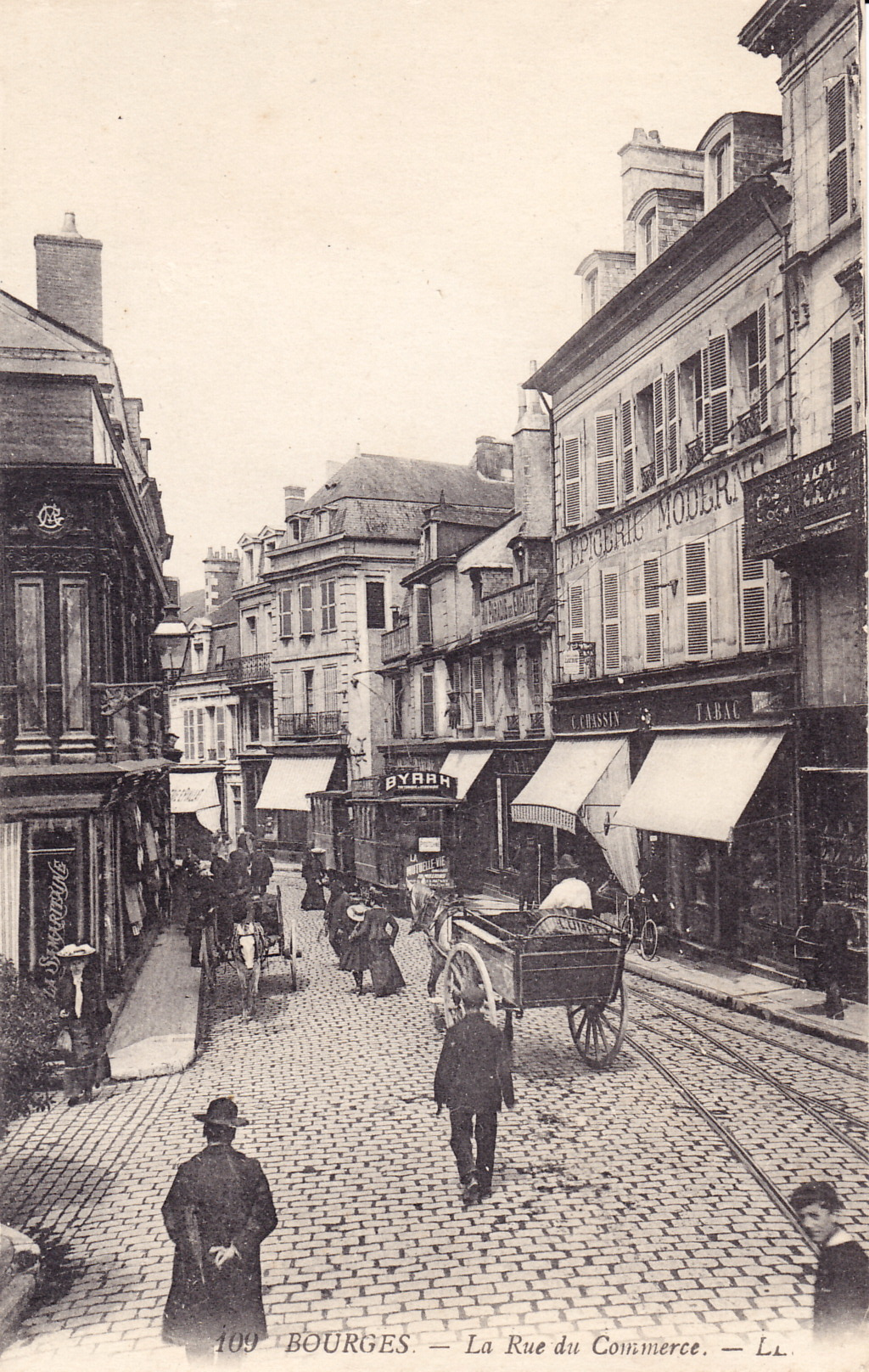
Une rame constituée d'une motrice et de sa remorque approche de l'évitement de la rue du Commerce
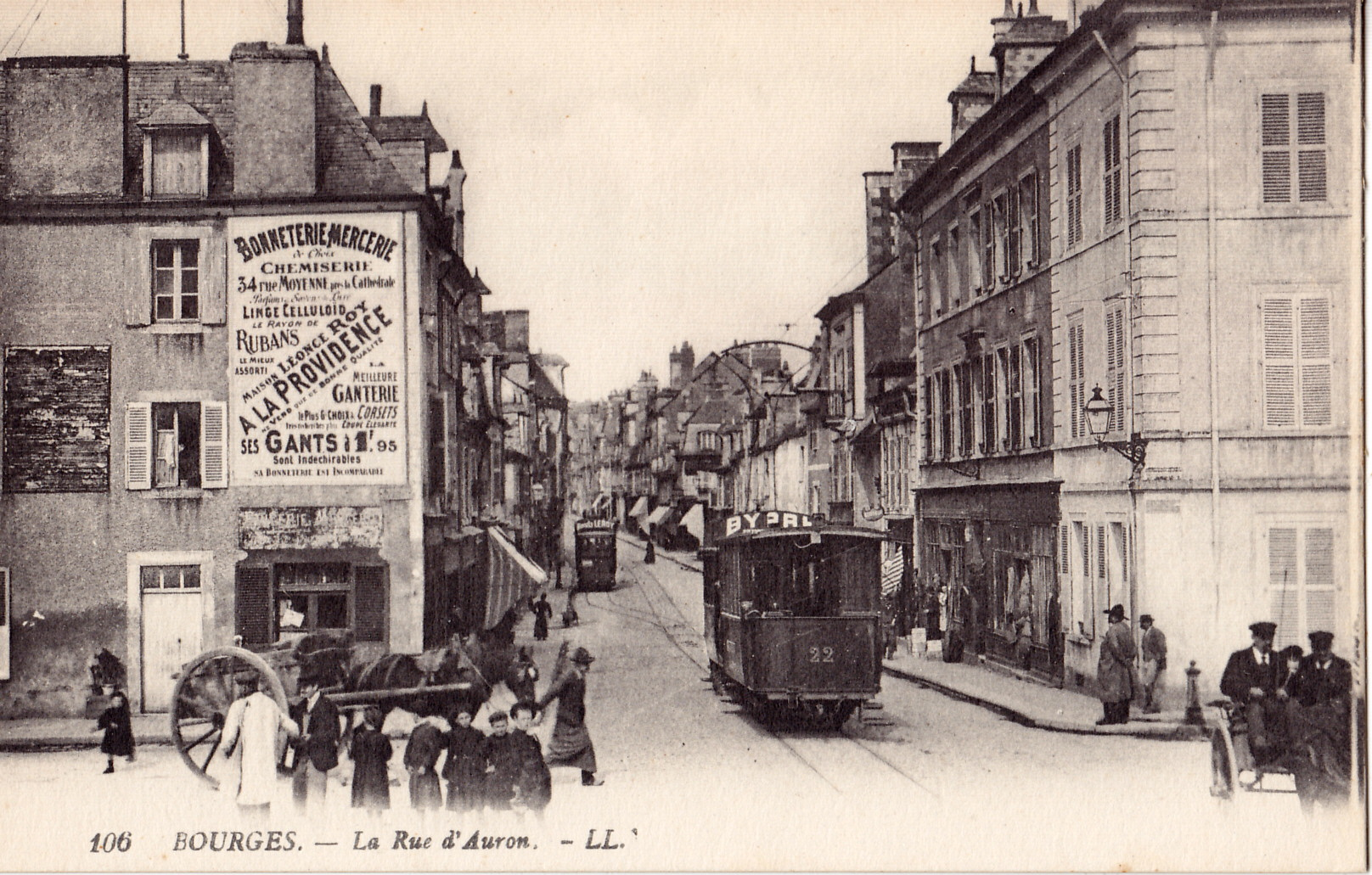
Tramway, rue d'Auron

#### Lignes
Selon le décret de déclaration d'utilité publique, le réseau était constitué des lignes suivantes, selon la toponymie de l'époque :
- Ligne no 1. — De la Gare à l'école de pyrotechnie par l'avenue de la Gare (RN 140), la place Planchat, les rues du Commerce et Moyenne (RN 76), la rue de Dun (RN 153), le boulevard Carnot.
- Ligne no 2. — De la Gare à la rue Catherinot, par l'avenue de la Gare (RN 140), le boulevard de la République, le boulevard du Progrès, la rue Nicolas-Leblanc et la route de Nevers (RN 76).
- Ligne no 3. — De la Gare au bureau d'octroi de Saint-Amand, par : l'avenue de la Gare (RN 140), place Planchat (RN 76), rue des arènes, d'Auron et la rue de Saint-Amand (RN 140)[2].

#### Dépôt et usine électrique
Le dépôt et l'usine de production d'électricité se trouvent rue de Mazières, devenue rue Théophile-Lamy, sur la ligne de la route de Saint Amand.

### Exploitation

#### Matériel roulant

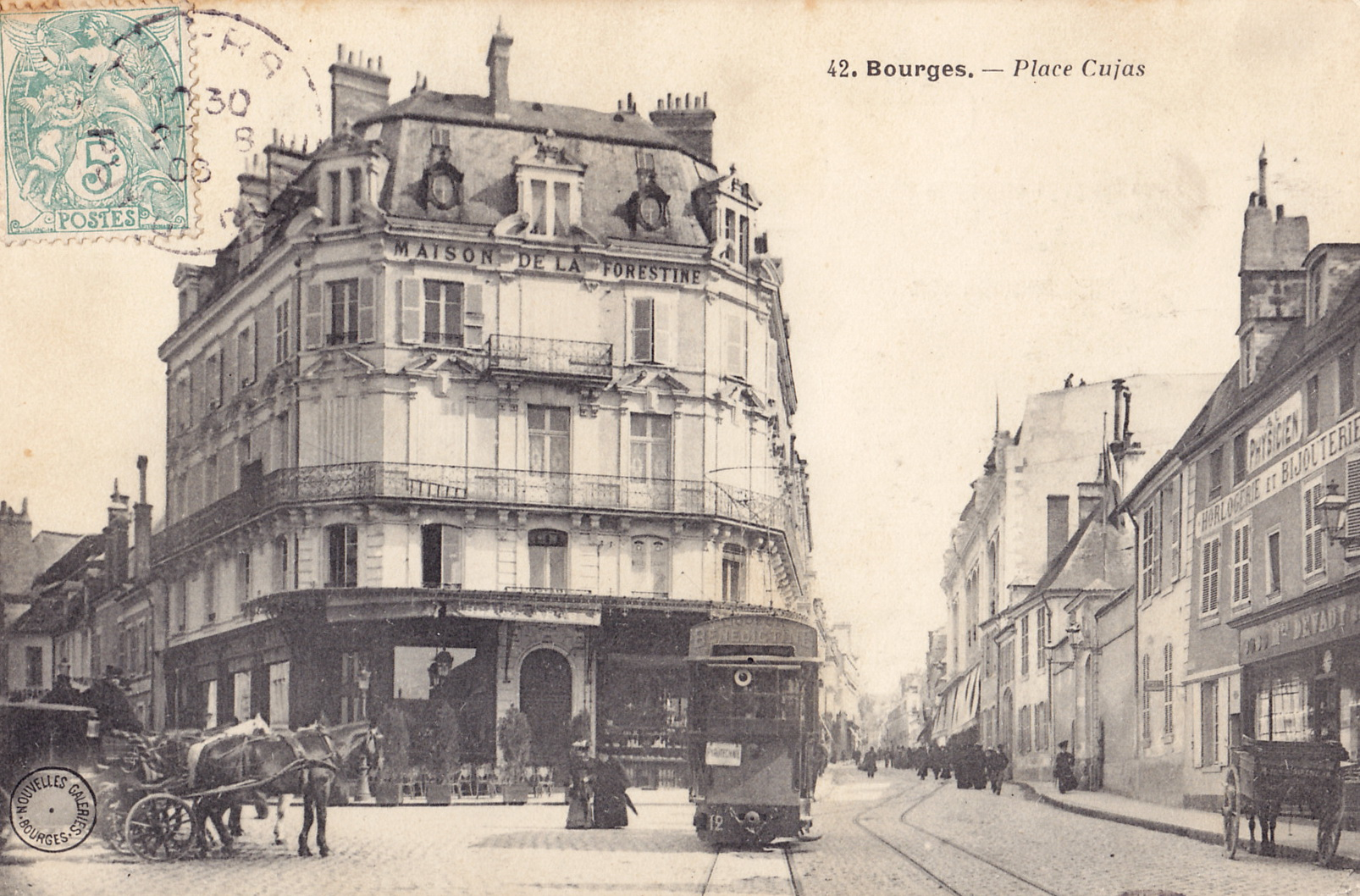
Motrice 12, place Cujas

Le matériel roulant utilisé comprenait à l'origine
- nos 1 à 15, motrices de couleur brune, à 2 essieux et plates-formes ouvertes, livrées en 1898 par la SACM. Les caisses reposent sur un truck doté de deux moteurs de 15 CV et le captage de l'électricité se fait par archet.
- nos 20 à 23, remorques fermées, livrées en 1898 par la société Hanquet-Aufort, de Vierzon,
- nos 23 à 25, remorques ouvertes, livrées en 1901[7],[1],[6].

Durant la Première Guerre mondiale, les usines d'armement de la ville se développement très fortement, et induisent un fort développement démographique de la ville, qui passe de 46 000 habitants en 1914 à 110 000 en 1918. Le développement des besoins de déplacements rend nécessaire l'accroissement du matériel roulant, et deux motrices (no 49 et 50) et deux remorques (no 117 et 119) provenant du tramway de Reims circulent sur le réseau de 1916 à 1919.
En 1931, soucieuse de renforcer son parc avec du matériel de capacité plus importante, la CTB achète d'occasion neuf motrices de quarante places au réseau de Clermont-Ferrand, numérotées 30 à 38, permettant de garer le matériel d'origine.
Pendant la Seconde Guerre mondiale, la CTB, confrontée à une hausse du trafic, achète à nouveau des matériels d'occasion, une motrice du tramway de Fontainebleau numérotée 4 et trois motrices du tramway de Troyes numérotées 16, 17 et 18.

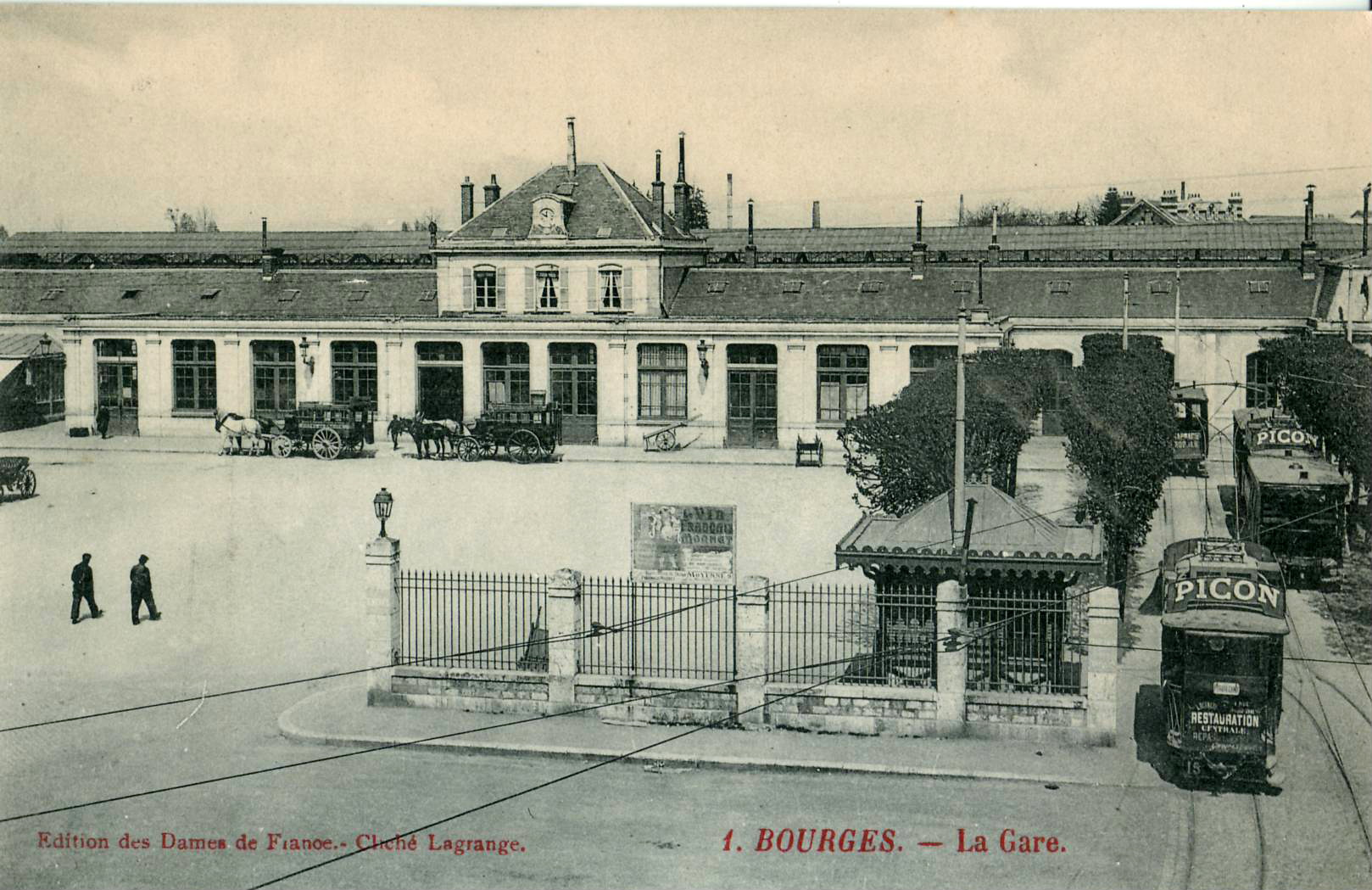
Motrices de 1898 au terminus de la Gare

## Tramway militaire

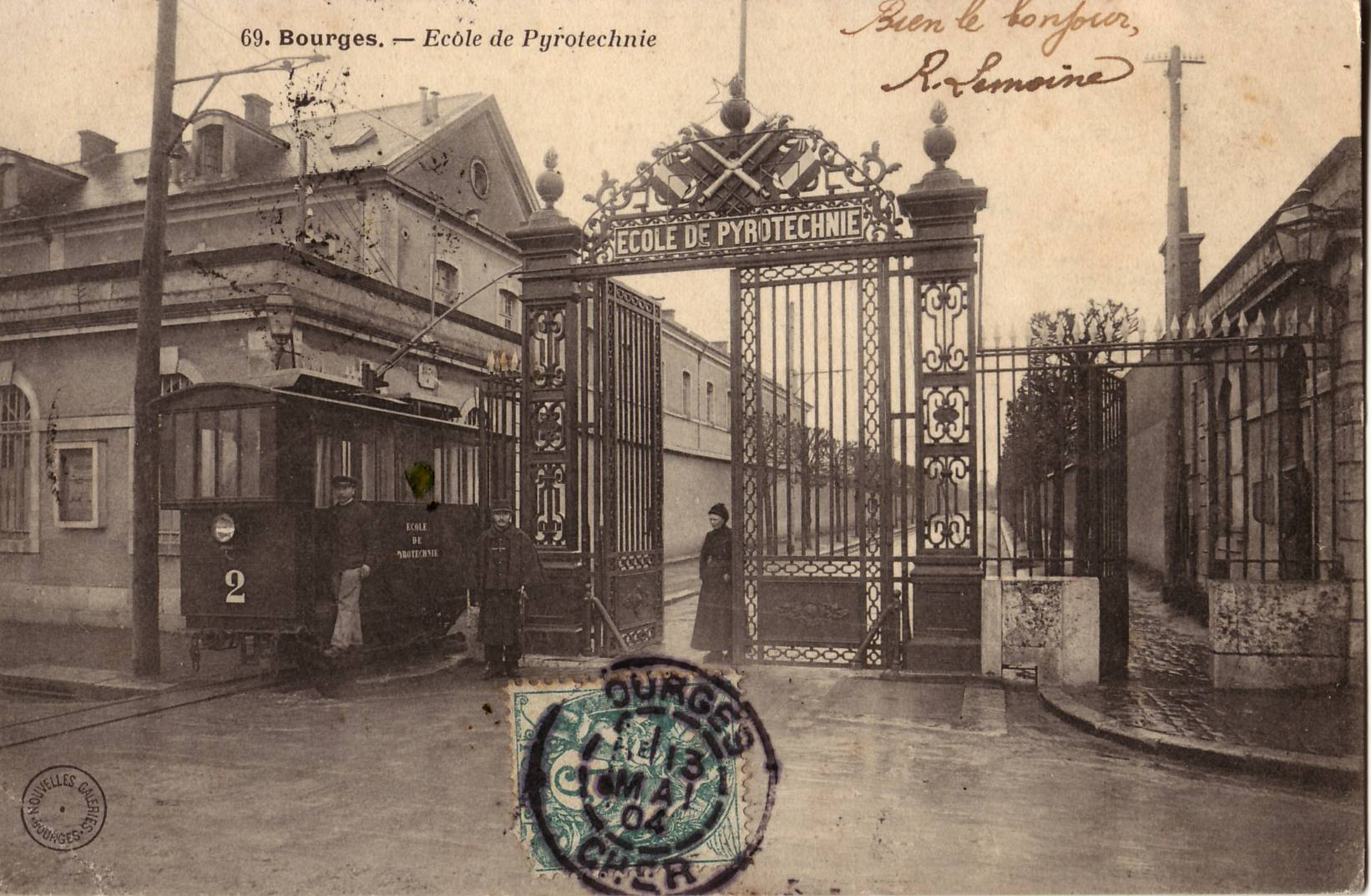
Motrice à voie de 60 cm, devant l'école de Pyrotechnie

L'armée implante une ligne de tramway, totalement indépendante du réseau urbain, à voie de 60 cm, sur la rue de la Salle d'Armes. Elle fonctionne de 1899 à 1915, année où elle est remplacée par une ligne à voie métrique, de la place de la Pyrotechnie à la Porte no 9.
Exploitée par des motrices provenant du tramway de Saint-Étienne, cette ligne militaire existera jusqu'à 1961.

## Vestiges et matériels préservés
Le dépôt du tramway urbain, 23 rue Théophile Lamy, construit en 1896, a été transformé en dépôt de bus des transports en commun de Bourges.
L'ensemble du matériel roulant du réseau urbain a été démoli, après la fin de l'exploitation du tramway.

## Retour du tramway à Bourges
Un projet de construction d'un réseau de tramway a été établi en 2007.